# Terceiro Tempo
Terceiro Tempo foi um programa estilo mesa redonda esportiva criado por Milton Neves. Originalmente criado como um programa de rádio na Jovem Pan em 5 de julho de 1982, em 2 de dezembro de 2001 se transformou em um programa de televisão, exibido pela RecordTV até 16 de dezembro de 2007. Em 2008, Milton transferiu-se para a Band, seguindo com o programa na nova emissora. Na rádio seguiu até 2005 na Jovem Pan e no mesmo ano, passa a ser apresentado pela Rádio Bandeirantes.
Em 8 de junho de 2023, o colunista Flávio Ricco, do portal R7, havia publicado que a Rede Bandeirantes teria oficializado pela segunda vez o fim do programa na televisão após quatro anos de seu retorno aos domingos, com o anúncio sendo confirmado pela própria emissora e o apresentador titular. Um dos motivos apontados pelo fim do programa seria a preservação da saúde de Milton Neves. A última edição na televisão foi exibida no dia 9 de julho. Nessa mesma data, sem aviso, o programa também foi exibido pela última vez na Rádio Bandeirantes. Em ambos os veículos, os espaços do programa passaram a ser ocupados pelo Apito Final.

## O programa
O programa mostrava os principais lances das partidas da rodada e os bastidores da bola com a participação de um time de comentaristas.

## Denúncias
Em 2008 o programa entrou no 15º ranking "Quem Financia a Baixaria é Contra a Cidadania", que é formado por denúncias de telespectadores e pelo Comitê de Acompanhamento da Programação (CAP), onde estão como representantes mais de 60 entidades que assessoram a Comissão de Direitos Humanos e  Minorias da Câmara dos Deputados para criar a lista com o "Ranking da Baixaria na TV".